# Districte de Haifa
El districte de Haifa, amb capital a Haifa, és un dels sis Districtes d'Israel. Té una superfície de 863 km² i una població de 852.600 habitants (a 31 de desembre del 2004). El districte està dividit en dos sub-districtes:
- Sub-districte de Haifa
- Sub-districte de Hadera

## Poblacions
| Ciutats | Consells locals | Consells regionals                                                  |
| --- | --- | ------------------------------------------------------------------- |
| - Haifa - Ir ha-Karmel - Neixer - Qiryat Atta - Qiryat Byaliq - Qiryat Motsqin - Qiryat Yam - Tirat Carmel - Baqa-Jatt - Hadera - Or Aqiva - Umm al-Fahm | - Qiryat Tivon - Rekhassim - Arara - Basma - Binyamina-Guivat Ada - Cesarea - Fureidis - Jisr az-Zarqa - Kafr Qara - Maale Iron - Pardes Hanna-Karkur - Qatsir-Harix - Zichron Yaakov | - Costa del Carmel - Zabuló - Al·lona - Consell Regional de Menashe |